# Signe òptic
El signe òptic és la propietat òptica que presenten els minerals anisotròpics transparents quan són observats en làmina prima a través d'un microscopi de llum polaritzada; nícols creuats i un compensador intercalat en el tub del microscopi. El signe òptic indica el tipus de refracció doble d'un mineral.
El signe és conseqüència de la diferència de velocitat que, en travessar el cristall, porten els raigs ordinari i extraordinari. Aquest signe s'anomena positiu (+) o negatiu (-) segons que l'índex de refracció del raig extraordinari sigui més gran o més petit que l'índex de refracció del raig ordinari. El signe es determina amb un dels compensadors intercalats al microscopi; com que l'orientació dels compensadors es coneix, es pot apreciar la compensació de colors amb llum paral·lela.
La designació del caràcter òptic, positiu o negatiu, depèn dels valors dels índexs de refracció:
- Per als cristalls uniaxials: 
  - Si si ω > ε és positiu.
  - Si si ω < ε és negatiu.
- Per als cristalls biaxials amb tres índexs de refracció α, β i γ:
  - Si l'índex β (intermediari) és més pròxim a l'índex menor α és positiu.
  - Si l'índex β (intermediari) és més pròxim a l'índex major α és negatiu.